# オーサト
株式会社オーサトは、茨城県取手市に本社･工場を置く納豆メーカー。

## 概要
創業80年　梅黄門印水戸の納豆ブランド　
食品スーパーを中心に流通している。平成20年3月には高度な衛生管理を実施する企業を対象に茨城県が独自に創設した「いばらきハサップ」の認証を受けた。また北海道産大豆ユキホマレを使用した「雪誉」が第12回、13回の全国納豆鑑評会で2年連続「納親会会長賞」を受賞する。

## 商品
- 昔ながらの納豆屋さん
- うまいが一番
- タチユタカ
- 小粒納豆ミニ3
- ミニカップ3
- 炭火カップ3
- 中粒納豆カップ3
- 雪誉
- 北海道小粒納豆ミニ2
- 北海道小粒納豆ミニ3
- 大好きさん
- 国産昔ながらの納豆屋さん
- 梅かつお納豆カップ3
- オーケー水戸納豆 ※オーケー店舗のみの取扱
- ベイシア味わい中粒納豆　※ベイシア店舗のみの取扱

## 近年の主な受賞記録
全国納豆鑑評会納親会長賞連続受賞
- 受賞商品名　雪誉
  - 平成19年2月23日
  - 平成20年2月15日

茨城県納豆鑑評会
- 第19回(平成19年)　     
  - 1位　昔ながらの納豆屋さん
  - 2位　雪誉
  - 3位　国産小粒納豆ミニ3

- 第20回(平成20年)
  - 1位　昔ながらの納豆屋さん
  - 2位　タチユタカ　
  - 3位　雪誉

- 第22回(平成22年)
  - 1位　雪誉
  - 2位　昔ながらの納豆屋さん

- 第23回(平成23年)
  - 1位　北海道小粒納豆ミニ3
  - 2位　雪誉

納豆組合青年同友会ミニ鑑評会
- 平成21年
  - 1位　タチユタカ
  - 2位　雪誉

- 平成23年
  - 1位　国産昔ながらの納豆屋さん